# Duval Street

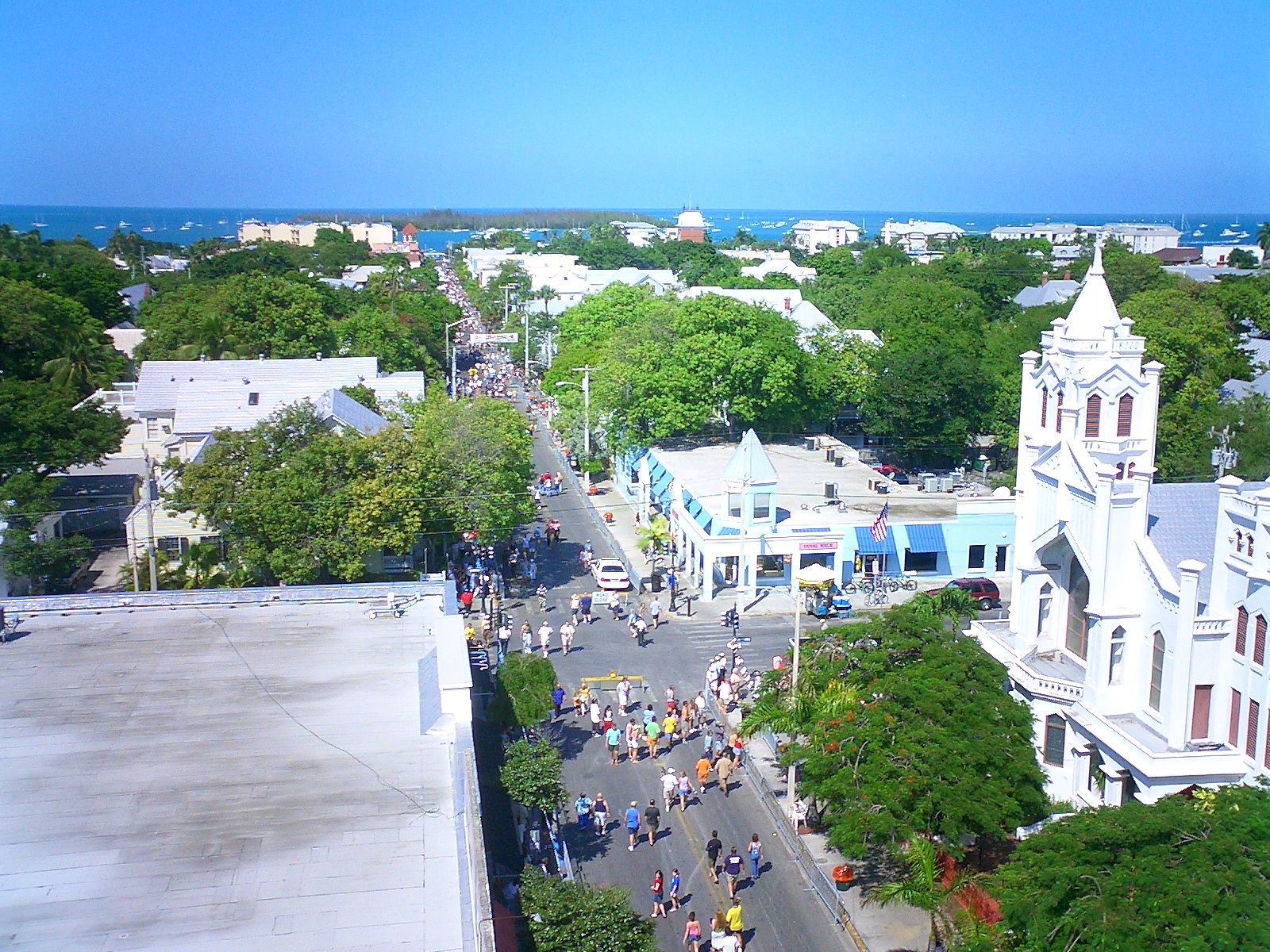
Vista aérea de Duval St. con una vista hacia el golfo de México tomada de la terraza de La Concha Hotel durante el día del desfile Fantasy Fest del 2004.
Photo: Marc Averette

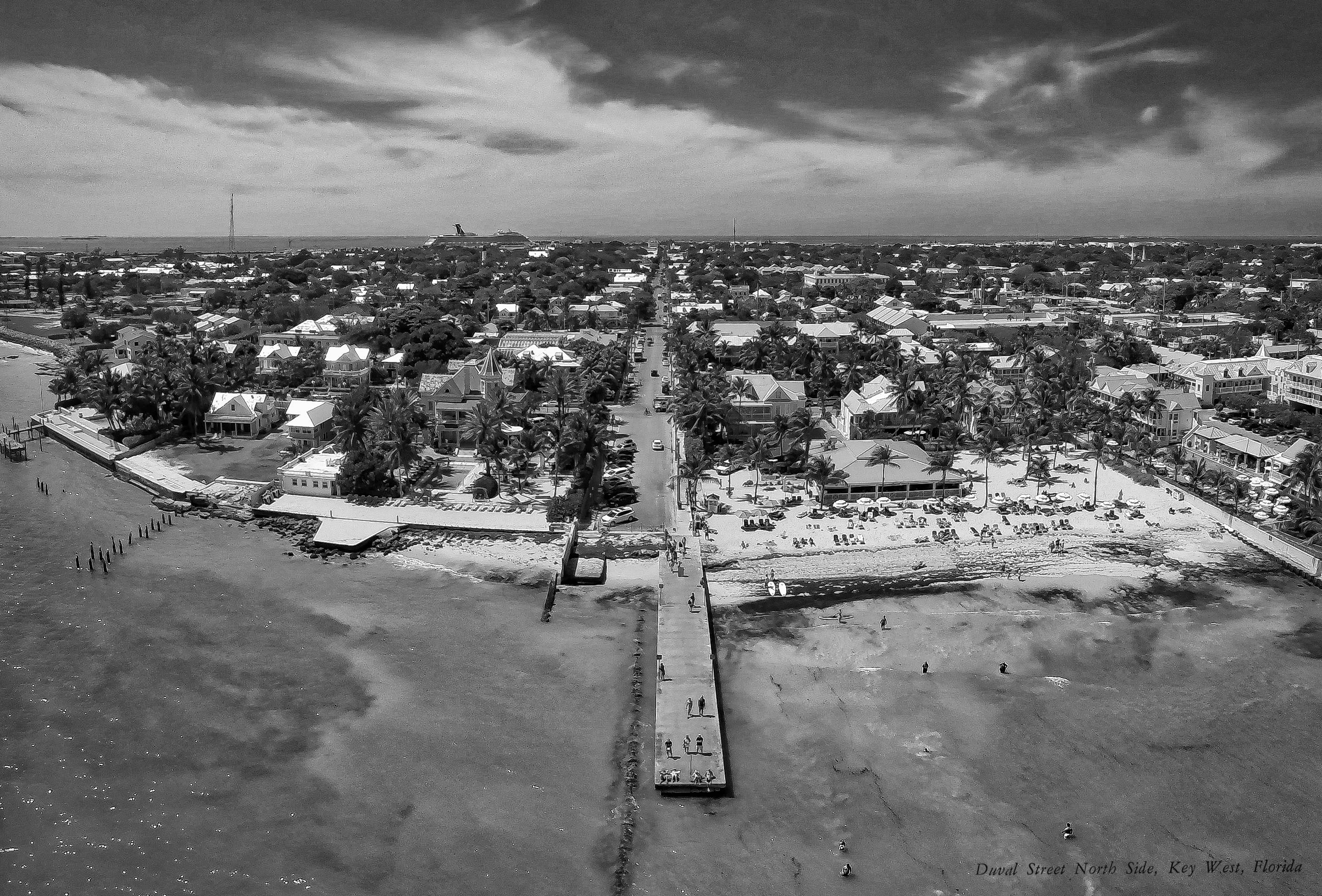
Duval Street, conectando el océano Atlántico al golfo de México; tomado desde el aire al sur de la isla.

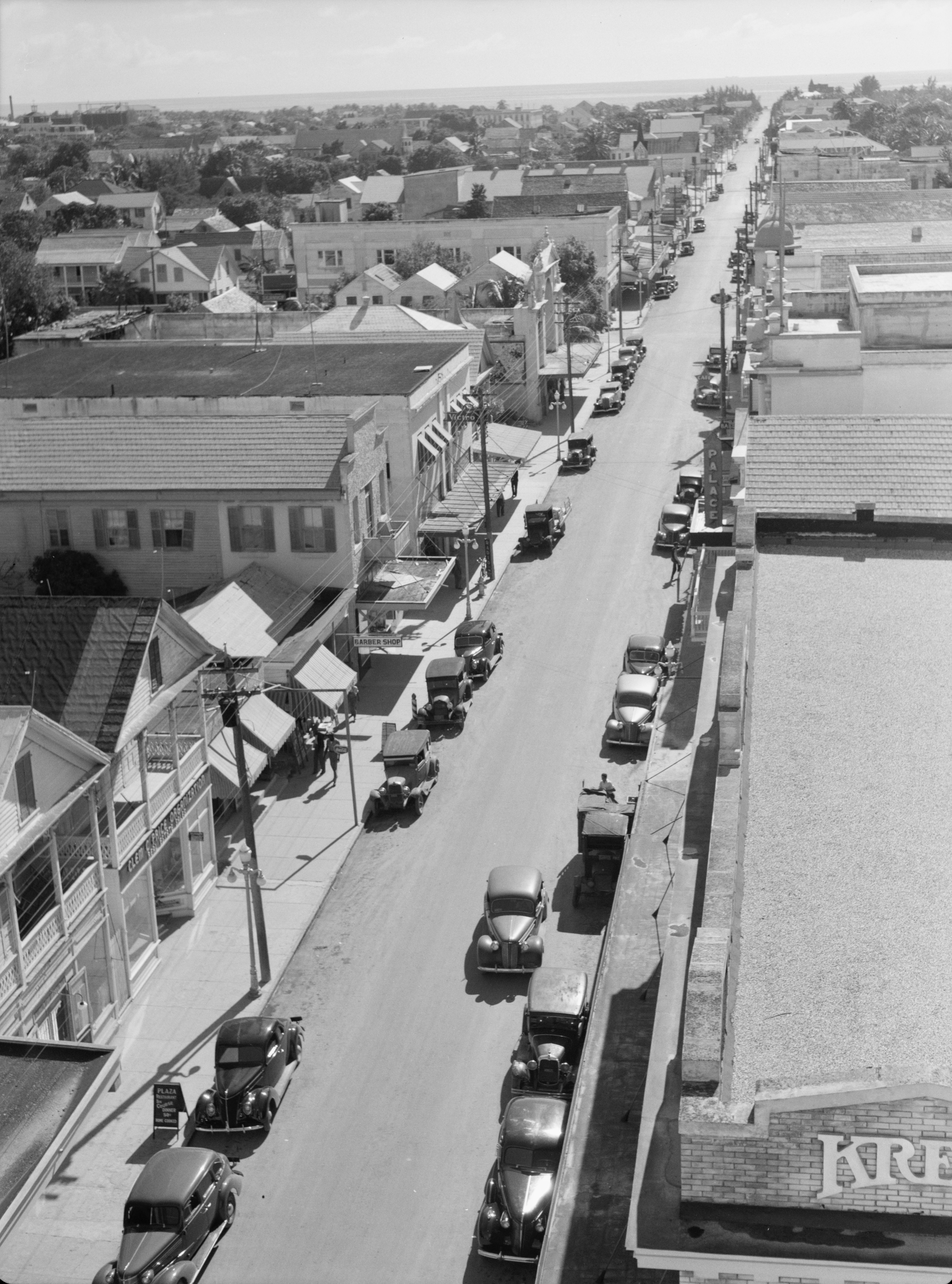
Duval St. visto desde la terraza de La Concha Hotel en 1938, con una vista hacia el Atlántico. El edificio de la tienda Kress se ve en la parte inferior derecha y hoy alberga a una farmacia CVS.
Photo: Arthur Rothstein

Duval Street ( /ˈduːvəl/) es una calle comercial del centro de la ciudad de Cayo Hueso, Florida, que va de norte a sur desde el golfo de México al océano Atlántico, recorre poco más de 2 kilómetros. Fue nombrada en honor de William Pope Duval, primer gobernador del territorio de Florida.
Duval Street fue declarada una “Gran Calle” (en inglés: "Great Street") en el 2012 por la American Planning Association. Las hermosas mansiones de estilo victoriano con influencias bahameñas y españolas de la calle están bien preservados debido a esfuerzos locales de preservación que se iniciaron en la década de 1960. En el extremo del océano Atlántico de la calle hay una mixtura de mansiones victorianas de la época temprana de Cayo Hueso y bungalós. Las galerías de arte, las boutiques, las posadas y las bodegas se alinean en las amplias aceras.  Aunque este extremo de Duval es más residencial y está menos lleno de turistas, las aceras siguen bullendo de actividad.